# AVC컵 여자 배구 대회
AVC컵 여자대회는 아시아 배구 연맹 (AVC)에 속한 아시아와 오세아니아의 여자 배구 국가대표팀이 참가하는 국제 대회이다. 2008년 첫 대회가 열렸으며 이후 격년으로 열리고 있다.
2018년까지 6번의 대회가 열렸으며 중국이 5회, 태국이 1회 우승을 차지하였다.

## 대회 요약
| 2008년 자세히 | 나콘랏차시마 | 중화인민공화국 | 3–0 | 대한민국       | 태국       | 3–2 | 일본          | 8  |
| 2010년 자세히 | 타이창       | 중화인민공화국 | 3–0 | 태국           | 대한민국   | 3–0 | 일본          | 8  |
| 2012년 자세히 | 알마티       | 태국           | 3–1 | 중화인민공화국 | 카자흐스탄 | 3–0 | 베트남        | 8  |
| 2014년 자세히 | 선전         | 중화인민공화국 | 3–0 | 대한민국       | 카자흐스탄 | 3–2 | 일본          | 8  |
| 2016년 자세히 | 빈푹         | 중화인민공화국 | 3–0 | 카자흐스탄     | 태국       | 3–0 | 일본          | 8  |
| 2018년 자세히 | 나콘랏차시마 | 중화인민공화국 | 3–0 | 일본           | 태국       | 3–0 | 중화 타이베이 | 10 |

## 메달 집계
| 순위 | 국가           | 금메달 | 은메달 | 동메달 | 합계 |
| ---- | -------------- | ------ | ------ | ------ | ---- |
| 1    | 중화인민공화국 | 5      | 1      | 0      | 6    |
| 2    | 태국           | 1      | 1      | 3      | 5    |
| 3    | 대한민국       | 0      | 2      | 1      | 3    |
| 4    | 카자흐스탄     | 0      | 1      | 2      | 3    |
| 5    | 일본           | 0      | 1      | 0      | 1    |
| 합계 | 합계           | 6      | 6      | 6      | 18   |

## 같이 보기
- 아시안 게임 배구